# A Bola (quotidiano)
A Bola (in italiano: La palla) è un quotidiano sportivo portoghese, pubblicato a Lisbona. 

## Storia editoriale
È la più longeva testata sportiva lusitana, fondata nel 1945 da Cândido de Oliveira e António Ribeiro dos Reis ed originariamente usciva 2 volte a settimana; divenne quotidiano nel 1995.
Tratta principalmente di calcio, ed è particolarmente vicino al Benfica. Dalla stagione 1952-1953 assegna la Bola de Prata al capocannoniere della Primeira Liga.
Oltre che in Portogallo, è diffuso anche nelle ex colonie portoghesi dell'Africa. Dal 2006 viene stampato anche a Newark, città degli Stati Uniti d'America con una significativa popolazione di origine portoghese.